# Jeongjong av Goryeo
Jeongjong av Goryeo, född 923, död 949, var en koreansk monark. Han var kung av Korea mellan 945 och 949. 